# ヒノオビクラゲ
ヒノオビクラゲ（学名 Marrus orthocanna）はヒノオビクラゲ属に属するクダクラゲの一種。他のクダクラゲ同様に、ポリプ体やクラゲ体の多数の個虫からなる複雑な群体を形成する。北極を中心とした海域の中深層に生息する。

## 分布
北極海を中心に、太平洋北西部・ベーリング海・オホーツク海・大西洋北部・地中海に分布する。水深200-800mの中深層でみられるが、最も深いところでは水深約2000メートルで観測されている。

## 特徴
体長は数メートル。先端の気泡体は橙黄色で、末端の閉じない赤い管が放射状についた透明な泳鐘が連なる泳鐘部が続く。その下には栄養部があり、触手は50センチに及ぶ。
ヒノオビクラゲ属の他種と比べると、感触体が存在しないこと、触手側枝がほぼ真っすぐであることが特徴である。また、ヒノオビクラゲ属では本種のみが雌雄同体である。

## 生態
泳ぎを止め、幹から触手を伸ばすことで付近を通り過ぎる生物を絡め取って捕食する。肉食性であり、餌は主にエビ類・オキアミ・カイアシ類・アミなど小型の甲殻類であると考えられている。